# Lena Neudauer
Lena Neudauer (* 1984 in München) ist eine deutsche Violinistin.

## Leben
Lena Neudauer begann im Alter von 3 Jahren mit dem Violinspiel. Sie erhielt zunächst Unterricht bei Helge Thelen und später bei Sonja Korkeala. Mit 11 Jahren besuchte sie das Mozarteum in Salzburg und studierte bei Thomas Zehetmair und zuletzt bei Christoph Poppen. 1999 gewann Lena Neudauer mit 15 Jahren beim 4. Internationalen Violinwettbewerb Leopold Mozart den 1. Preis und zwei Zusatzpreise. 2013 war sie Mitglied der Jury beim 8. Internationalen Violinwettbewerb Leopold Mozart.
2010 wurde sie als Professorin für Violine an die Hochschule für Musik Saar in Saarbrücken berufen.
Seit dem Wintersemester 2016 hat sie eine Professur für Violine an der Hochschule für Musik und Theater München inne.
Viele Anregungen ihrer künstlerischen Arbeit verdankt sie der Zusammenarbeit mit Felix Andrievsky, Ana Chumachenco, Midori Gotō, Nobuko Imai und Seiji Ozawa. Als Solistin spielte sie mit Orchestern wie dem Münchener Kammerorchester, dem Orchestre National de Belgique, der Polnischen Kammerphilharmonie, den Nürnberger Symphonikern, den Brandenburger Symphonikern oder den Münchner Symphonikern und unter Dirigenten wie Dennis Russell Davies, Mariss Jansons, Christoph Poppen und Wojciech Rajski.

## Preise/Auszeichnungen
- 1999: Internationaler Violinwettbewerb Leopold Mozart in Augsburg – 1. Preis, Publikumspreis und Richard-Strauss-Preis
- 2000: Europäischer Kulturförderpreis der europäischen Kulturstiftung „Pro Europa“
- 2002: Hochbegabtenförderung der Konzertgesellschaft München